# Xã Browns Creek, Quận Red Lake, Minnesota
Xã Browns Creek (tiếng Anh: Browns Creek Township) là một xã thuộc quận Red Lake, tiểu bang Minnesota, Hoa Kỳ. Năm 2010, dân số của xã này là 48 người.